# Republika Zielonego Przylądka na Letnich Igrzyskach Olimpijskich 2008
Republikę Zielonego Przylądka na Letnich Igrzyskach Olimpijskich 2008 reprezentowało 3 zawodników - 2 kobiety i 1 mężczyzna. Wystartowali w lekkoatletyce oraz gimnastyce.
Był to czwarty start reprezentacji Republiki Zielonego Przylądka na letnich igrzyskach olimpijskich.

## Lekkoatletyka
| Zawodnik      | Konkurencja      | Eliminacje      | Eliminacje     | Ćwierćfinał    | Ćwierćfinał    | Półfinał       | Półfinał       | Finał          | Finał          |                |
| Zawodnik      | Konkurencja      | Rezultat        | Pozycja        | Rezultat       | Pozycja        | Rezultat       | Pozycja        | Rezultat       | Pozycja        |                |
| ------------- | ---------------- | --------------- | -------------- | -------------- | -------------- | -------------- | -------------- | -------------- | -------------- | -------------- |
| Nelson Cruz   | Maraton mężczyzn |                 |                |                |                |                |                | 2:23:47        | 48.            |                |
| Lenira Santos | 200 m kobiet     | Dyskwalifikacja | nie awansowała | nie awansowała | nie awansowała | nie awansowała | nie awansowała | nie awansowała | nie awansowała | nie awansowała |

## Gimnastyka
| Zawodnik       | Konkurencja            | Eliminacje | Eliminacje |
| Zawodnik       | Konkurencja            | Rezultat   | Pozycja    |
| -------------- | ---------------------- | ---------- | ---------- |
| Wania Monteiro | Wielobój indywidualnie | 49,050 pkt | 24.        |